# Dioscorea gomez-pompae
Dioscorea gomez-pompae är en enhjärtbladig växtart som beskrevs av O.Tellez. Dioscorea gomez-pompae ingår i släktet Dioscorea och familjen Dioscoreaceae. Inga underarter finns listade i Catalogue of Life.